# Peperomia perforata
Peperomia perforata är en pepparväxtart som beskrevs av Philipp Filip Maximilian Opiz. Peperomia perforata ingår i släktet peperomior, och familjen pepparväxter. Inga underarter finns listade i Catalogue of Life.